# Vulpes ferrilata
A raposa-do-himalaia ou raposa-tibetana (Vulpes ferrilata)  é uma espécie de raposa-verdadeira endêmica do alto planalto tibetano, também presente no planalto Ladakh, Nepal, Índia, China, Sikkim e Butão. Também é ocasionalmente chamada de raposa-da-areia-tibetana.

## Descrição
A raposa-do-himalaia é um canídeo pequeno e compacto, com pelos macios e densos, focinhos visivelmente estreitos e caudas espessas. A cor da pelagem é cinza-claro ou arenosa, com uma faixa fulva ao longo da região dorsal. As partes frontais das pernas também são fulvas; as partes inferiores são pálidas. O focinho, o topo da cabeça e o pescoço variam do bronzeado ao ruivo. O interior das orelhas é branco, e o lado externo é de cor semelhante ao resto do corpo. A extremidade da cauda é branca, enquanto a parte anterior possui uma faixa de pelos escuros. Entre as patas dianteiras e o tórax existem faixas verticais cinzentas a preta, e também há uma mancha escura na glândula caudal.
Entre as verdadeiras raposas, seu crânio é o mais especializado na direção da carnivoria; é mais longo no comprimento condilobasal e na mandíbula e no comprimento dos dentes da bochecha do que as raposas da montanha. Sua região craniana é mais curta do que a das raposas das montanhas e os arcos zigomáticos são mais estreitos. Suas mandíbulas também são muito mais estreitas e a testa côncava. Seus dentes caninos também são muito mais longos que os das raposas da montanha.
Raposas-do-himalaia adultas têm de 60 a 70 centímetros da cabeça ao corpo e o comprimento da cauda é de 29 a 40 centímetros. O peso dos adultos varia entre 4 e 5,5 kg. A raposa-do-himalaia tem um rosto que parece quadrado, o que é uma ilusão criada por sua grande juba.[carece de fontes?] O cariótipo da raposa-do-himalaia é composto de 36 cromossomos.

## Distribuição e habitat
A raposa-tibetana está restrita ao planalto tibetano no oeste da China e ao planalto Ladakh no norte da Índia. Ocorre ao norte do Himalaia, nas regiões fronteiriças mais ao norte do Nepal e da Índia, através do Tibete e em partes das províncias chinesas de Qinghai, Gansu, Xinjiang, Yunnan e Sichuan.
Ocorre em planícies de planalto semiáridas a áridas, em encostas áridas e colinas com altitudes de 2.500 a 5.200 m acima do nível do mar. Os habitats específicos incluem prados alpinos sem árvores, estepes alpinas e estepes desérticas.
O clima dentro da faixa de distribuição de V. ferrilata é caracteristicamente severo; as temperaturas variam de 30 ° C (verão) a −40 ° C (inverno). A precipitação anual é de 100–500 mm, ocorrendo principalmente durante o verão.

## Comportamento
A raposa-do-himalaia é ativa ao longo do dia e ao anoitecer, horários que correspondem à atividade de sua presa primária. É majoritariamente solitária, vivendo e caçando sozinha, mas também pode formar pares.
As raposas-do-himalaia não são excessivamente territoriais, e muitos pares de animais foram encontrados vivendo em tocas próximas e compartilhando áreas de caça.

### Reprodução
A raposa-do-himalaia é monogâmica. Os pares permanecem juntos e também podem caçar juntos. Após um período de gestação de cerca de 50 a 60 dias, dois a quatro filhotes nascem em uma cova e ficam com os pais até os oito a dez meses de idade. Suas tocas são feitas na base de pedras, em linhas de praia antigas e encostas baixas. As densas podem ter quatro entradas, com entradas com 25 a 35 cm de diâmetro.

## Dieta
A principal presa da raposa-do-himalaia é a pikas-de-lábios-negros, seguida por roedores, marmotas, lebres e lagartos . Também vasculha carcaças de antílopes tibetanos, cervos-almiscaros, ovelhas e gado.
As raposas-do-himalaia podem formar relações comensais com os ursos-pardos durante a caça aos pikas. Os ursos escavam os pikas e as raposas os agarram quando fogem dos ursos.